# Susan Glasser

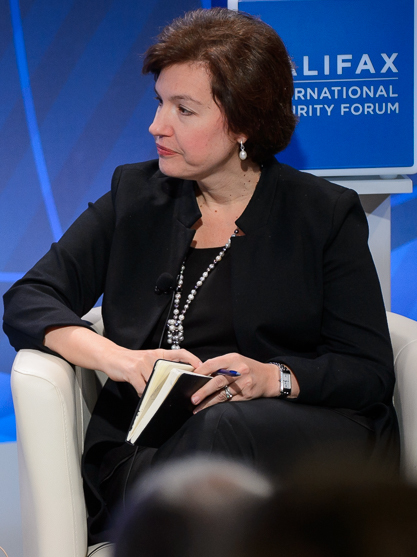

Susan B. Glasser is een Amerikaans journaliste.
Glasser schrijft de column "Trump’s Washington" in The New Yorker. Zij is redacteur van  Politico.
Eerder was zij werkzaam als redacteur buitenland voor de The Washington Post en Roll Call.

## Biografie
Glasser is geboren in een Joods gezin. Ze is dochter van Lynn Schreiber en Stephen Glasser. Haar ouders zijn de stichters van het weekblad Legal Times, en het mediabedrijf Glasser Legal Works, gespecialiseerd in Zakelijk Management en Recht..
Haar grootvader Melvin Glasser had de supervisie over de praktische proefnemingen met het poliovaccin. 
.
Glasser studeerde cum laude af aan Harvard University in Cambridge (Massachusetts).

## Privé
Glasser trouwde in 2000 met Peter Baker, hoofd Witte Huis-correspondent voor The New York Times.